# Ferrari 126C2
Der Ferrari 126C2 war ein Formel-1-Rennwagen, den die Scuderia Ferrari 1982 und 1983 in der Formel-1-Weltmeisterschaft einsetzte.

## Entwicklungsgeschichte
Der Ferrari 126C2 war der erste Ferrari, den der britische Konstrukteur Harvey Postlethwaite für die Scuderia baute. Das Monocoque war aus Sandwichplatten mit Wabenkern gebaut. Die Aufhängungen mit Schwinghebeln und innenliegenden Federbeinen wurden fast baugleich vom Vorgängermodell, dem Ferrari 126CK, übernommen. In den Wintermonaten wurde viel Zeit in die Neuentwicklung der Turbolader des V6-Turbomotors investiert. Vor allem das bisher zögerliche Ansprechen des Triebwerks wurde verbessert.

## Renngeschichte
Im Laufe der Saison wurden die Aufhängungen überarbeitet und ab Mitte der Saison kam ein erneut verbesserter Motor zum Einsatz. Schon bald stellte sich heraus, dass Ferrari eines der schnellsten Rennfahrzeuge der Saison gebaut hatte. Die Saison war aber von Streit und Unglücksfällen überschattet. Nach dem Großen Preis von San Marino brach zwischen den beiden Werksfahrern Gilles Villeneuve und Didier Pironi ein letztlich tödlicher Stallkrieg aus. Das Rennen wurde nach politischen Konflikten innerhalb der FOCA von nur 13 Fahrzeugen bestritten. Bei Ferrari einigte man sich darauf, den Zuschauern eine Show zu bieten, allerdings sollte der gewinnen, der zwei Runden vor Schluss in Führung liegt. Pironi hielt sich nicht daran und überholte den führenden Villeneuve knapp vor dem Ziel. Der erboste Villeneuve, der eine Stallorder für Pironi vermisste, drohte mit Rücktritt. 

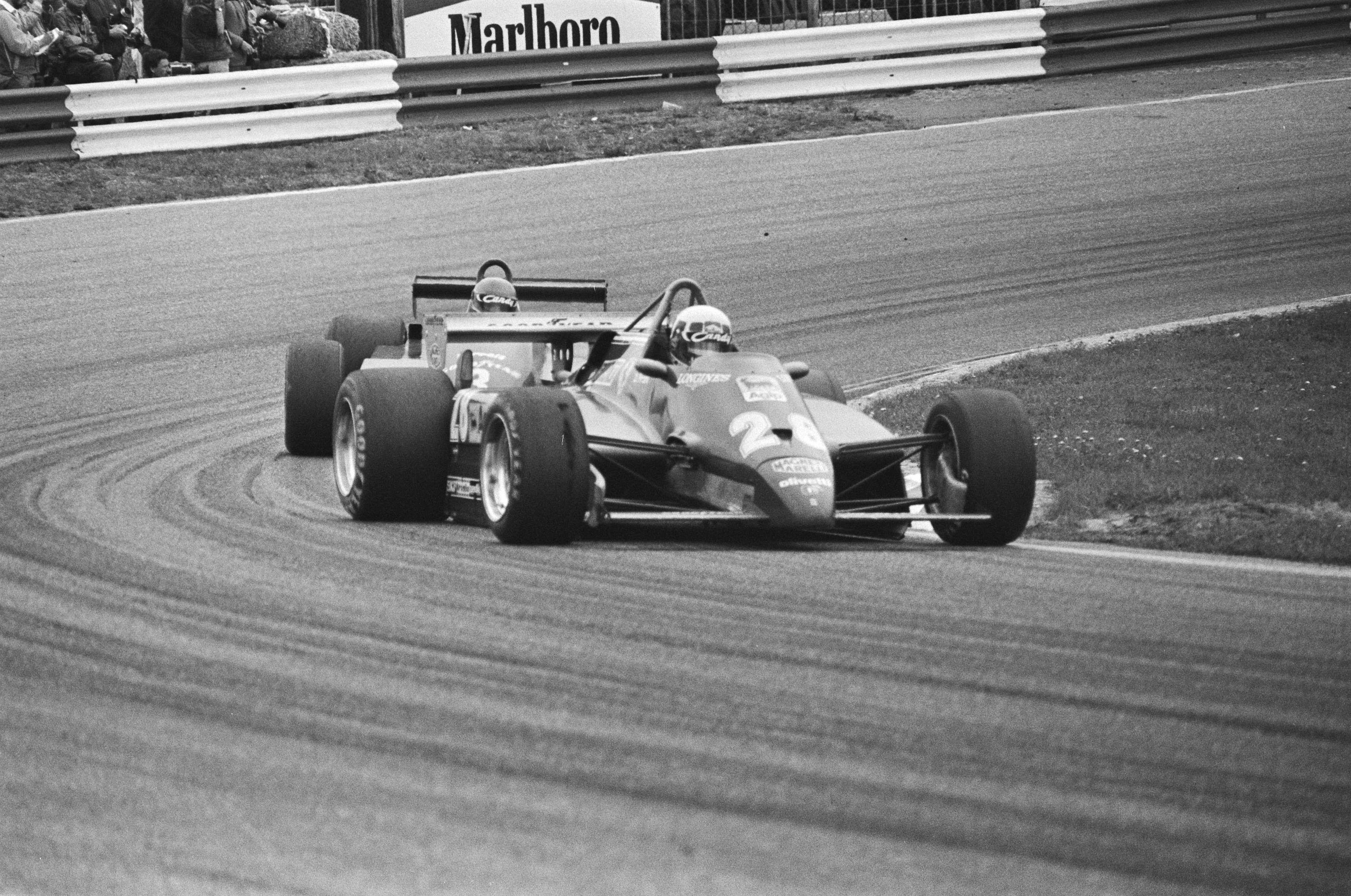
Didier Pironi im 126C beim Großen Preis der Niederlande 1982

In dieser aufgeladenen Atmosphäre ging Villeneuve zum Großen Preis von Belgien. Während des zweiten Qualifikationstrainings versuchte Villeneuve, die Zeit seines Teamkollegen Pironi zu unterbieten, um unbedingt vor ihm in der Startaufstellung zu stehen. Er lief bei seiner Qualifikationsrunde durch ein Missverständnis auf den March 821 von Jochen Mass auf; dabei wurde sein Ferrari in die Luft katapultiert und flog in die Streckenbegrenzung. Villeneuve wurde dabei aus dem Wagen geschleudert und erlag wenig später im Krankenhaus seinen Verletzungen. Das Ferrari-Team reiste daraufhin ab.
Nach seinem Sieg beim Großen Preis der Niederlande lag Pironi in der Weltmeisterschaft schon deutlich in Führung, aber beim Großen Preis von Deutschland hatte er beim Training ebenfalls einen schweren Unfall. Im strömenden Regen fuhr er auf das Fahrzeug von Alain Prost auf und der Ferrari überschlug sich mehrmals. Pironi kam zwar mit dem Leben davon, aber schwere Beinverletzungen sorgten für ein Ende der Formel-1-Karriere. Wie so oft in der Geschichte der Scuderia folgte auf eine Katastrophe der Erfolg und Villeneuve-Ersatzmann Patrick Tambay gewann tags darauf das Rennen.
Beim Großen Preis von Italien auf dem Autodromo Nazionale di Monza gab Mario Andretti ein Comeback in der Formel 1. Der US-Amerikaner stellte seinen 126C2 im Training auf die Pole-Position und wurde im Rennen hinter dem Renault-Piloten René Arnoux und seinem Teamkollegen Tambay Dritter. Die Punkte sicherten der Scuderia den Gewinn des Konstrukteurspokals, der Fahrertitel ging nach dem Ausfall von Pironi an Keke Rosberg.
Für die Saison 1983 wurde ein neuer Rennwagen, der 126C3 entwickelt. Da die neuen Wagen erst Mitte der Saison fertig wurden, bestritten Patrick Tambay und der neue Werksfahrer René Arnoux die ersten Rennen 1983 mit einer verbesserten Version des 126C2, dem 126C2B. Der C2B hatte einen Flachboden und verbesserte Aufhängungen. Tambay gewann damit den Großen Preis von San Marino und Arnoux den Großen Preis von Kanada.